# ビリー・アイリッシュ: 世界は少しぼやけている
『ビリー・アイリッシュ: 世界は少しぼやけている』（Billie Eilish: The World's a Little Blurry）は、シンガーソングライターのビリー・アイリッシュを扱ったR・J・カトラー監督による2021年のアメリカ合衆国のドキュメンタリー映画である。アイリッシュのデビュー・スタジオアルバム『ホエン・ウィ・オール・フォール・アスリープ、ホエア・ドゥ・ウィ・ゴー?』の制作の舞台裏が映し出されており、題はアルバムのトラック「イロミロ」の歌詞からの引用である。2021年2月26日にApple TV+で配信が開始され、またネオン配給により一部劇場でも上映された。

## 製作
映画のための収録は2018年に始まり、2020年初頭に完了した。2019年12月の『ハリウッド・リポーター』の記事によるとこの映画は100万ドルから200万ドルの予算で製作された。またApple TV+に購入される以前の映画の値段は2500万ドルであったと主張されたが、これは後にアイリッシュのチームによって否定された。

## 公開
『ビリー・アイリッシュ: 世界は少しぼやけている』は2020年9月28日にアイリッシュのソーシャル・メディア・プロファイルを通じて公式に告知にされたが、2019年後半の段階で既に注目を集め始めており、また2020年初頭に彼女が一部のプレスインタビューで企画について話したことで更に関心を呼んだ。
2021年にネオン配給によりアメリカ合衆国の一部劇場とIMAXで公開され、同時にApple TV+で配信開始された。日本でも2021年6月25日にシンカ配給により劇場公開された。

### 批評家の反応
Rotten Tomatoesでは82件の批評で支持率は98%、支持率は7.3/10となり、「『ビリー・アイリッシュ: 世界は少しぼやけている』は若いスターが成長する舞台裏を啓発的に、そして時には不快に感じながら見ることが出来る」とまとめられた。Metacriticでは23件の批評を基づいて加重平均値は70/100と示された。プライムタイム・エミー賞にはノンフィクション・リアリティ番組音響賞、音響編集賞、編集賞、音楽監督賞の4部門にノミネートされた。